# Château de Puichéric
Le château de Puichéric est un château situé à Puichéric, dans le Minervois, en région Occitanie.

## Description

### Le Château[1]
Le château de Puichéric, placé sur une butte escarpée, est ceint de murs de soutènement. Il a deux entrées, l’une se fait du côté Sud-Est par deux escaliers de pierre menant à un portail à feuillure moulurée très érodée surmonté d’un appui de fenêtre conduit à un couloir voûté dont le mur extérieur est construit avec des pierres de remploi. Ce mur est conforté en trois points. Il se raccorde au mur d’un bâtiment où l’on peut voir les restes d’une échauguette.
Plus au Nord, il est aveugle en partie basse mais comporte des fenêtres jumelles en partie haute ainsi qu’une petite ouverture. Ce mur est posé sur une strate naturelle de rocher, il est construit en moyen appareil. Cet appareil de grès régulier est le même que celui présent dans la partie ancienne de l’église mitoyenne.
Le mur Nord est bâti lui aussi en grès de moyen appareil nettement différent entre sa partie haute et sa partie basse, avec des remaniements importants en partie basse, notamment dû à un important effondrement du parement. Il n’y a aucune ouverture immédiatement visible. En partie haute, le parement est très droit et composé de pierres assez régulières mais de provenance variée. D’Est en Ouest, plusieurs traces de percements sont visibles telles qu’une petite fenêtre à feuillure, la grande cicatrice d’une ouverture intrusive. Les trois ouvertures suivantes ressemblent plus à des trous qu’à des ouvertures aménagées. L’ensemble de ce mur, appuyé lui aussi sur un banc de grès, appartient à un grand bâtiment constituant l’essentiel de la face Nord. Le mur bas est prolongé par un mur d’une facture proche de celui de la surélévation dans lequel est percée à mi-hauteur une porte avec feuillure en arc plein cintre, aujourd’hui desservie par un perron de dix marches. Elle a été surmontée par les restes d’une grande baie en ruine. C’est une porte à feuillure et à arrière voussure en arc segmentaire typique des  XIIIe et XIVe siècles.
Le mur d’enceinte Ouest est composé de plusieurs parties. Du Nord au Sud, un premier pan de mur est équipé de deux contreforts. Construit en moyen appareil de blocs de provenances diverses, il est très haut et raccordé au pan de mur suivant par un décroché en arc de cercle, qui masque un puits sur toute sa hauteur. Cet ensemble s’appuie sur une tour de base carrée qui prend pour fondation un massif de grès taillé sur lequel on observe des traces d’anciennes constructions, de rectifications de la roche ou d’engravement de poutres. Cette tour est construite en moyen appareil de grès très régulier, elle est prolongée au Sud par deux portions de courtines d’égale longueur et de même appareil. La présence de deux archères (une sur la courtine et une sur la tour) suggère un niveau de sol commun à mi-hauteur de la butte. La tour présente d’autres ouvertures bouchées et un dôme plat. L’une des courtines porte les traces de rubéfaction tandis que la seconde est fissurée sur toute sa hauteur.
L’angle Sud-Est du mur d’enceinte est construit avec le même appareil de grès très régulier mais entre lui et la courtine Ouest le rocher naturel n’a pas été habillé, mais maquillé en mur. En effet, sa surface a été gravée pour imiter un grand appareil, dont chaque « bloc » est layé suivant une orientation différente. Ce rocher s’élève jusqu’en haut. Ses altérations ont été masquées par des petits blocs de diverses provenances.

### La cour
Le passage voûté mène dans une cour carrée dans laquelle se trouve une citerne de blocs appareillés. Le rez-de-chaussée s’articule autour de ce lieu. La façade Nord est occupée en son centre par une fenêtre à croisée très décorée et encadrée par des colonnes cannelées à chapiteaux corinthiens. Le linteau est décoré d’une frise de visages de chérubins ailés, symbole d’intelligence et de sagesse, l’allège, d’un oculus orné de feuilles d’acanthe enroulées. On reconnait la mise en œuvre de blocs de grès du mur extérieur Nord. Cette fenêtre vient raccorder deux parties bien différentes de la façade séparées suivant une diagonale. L’une où on reconnait la mise en œuvre de blocs de grès du mur extérieur Nord est très rubéfiée et comprend un petit jour. L’autre partie en appareil plus important ne présente pas de trace de feu.  En bas à droite, une porte parait avoir été aménagée de façon intrusive. 
Les façades Est et Ouest se répondent. Elles utilisent, en rez-de-chaussée, le même système d’ornementation et les mêmes moulures d’arc en anse de panier et de bandeau d’étage. Cette moulure de bandeau d’étage est d’ailleurs identique à la moulure de corniche Nord. A l’Est, deux arcs symétriques masquent d’un côté deux fenêtres et de l’autre une porte d’entrée et un passage conduisant à la basse-cour. A l’Ouest un seul arc centré marque l’entrée principale, il est encadré de colonnes et de deux petites fenêtres à bandeau plat, de deux grandes croix métalliques servant de tirant et laisse au Nord une porte avec imposte d’une facture peut être plus ancienne. La façade Est est entièrement en pierre de grès tandis que la façade Nord est enduite et ne laisse que les encadrements en grès apparents. Deux blasons de calcaire fin blanc accompagnent les clés des arcs. A l’Ouest, un seul de ces blasons est placé au-dessus de la clé de voûte. L’un de ces blasons a disparu, les deux autres sont très érodés. L’un des blasons est manifestement écartelé mais ceci ne permet pas d’identifier le maître d’ouvrage de ces façades, en effet le blason a pu être rapporté et trois familles possèdent un tel blason.  
Les étages sont organisés en galeries de quatre ouvertures. A l’Ouest les ouvertures, séparées par des pilastres, sont plein cintre mais seules les ouvertures centrales sont percées tandis que les ouvertures latérales sont aveugles. A l’Est les quatre ouvertures, également séparées par des pilastres, sont rectangulaires. Les deux fenêtres centrales ont été bouchées manifestement après coup. L’ornementation haute de la façade Ouest est perdue tandis que celle de la façade Est parait s’arrêter sur un bandeau à ressaut. Le mur a été surélevé en maçonnerie au-dessus du décor de pierres sur les façades Est et Ouest. Il est fini par trois rangs de tuiles creuses mis en œuvre à la génoise. La façade Sud est composée d’un perron donnant accès à l’intérieur de la demeure. Celui-ci magnifie la porte d’entrée. Elle est marquée par un fronton brisé d’un imposte aveugle à l’encadrement sculpté. De part et d’autre deux ouvertures sont présentes, un fenestron à bandeau plat et une large fenêtre à feuillure. A l’étage, deux fenêtres sont superposées à la porte d’entrée et à la fenêtre large. Elles possèdent des appuis de fenêtres assortis aux moulures des façades Est et Ouest et un encadrement en quart de rond retaillé par une feuillure de volet. Les toitures de toute cette cour sont à même hauteur et sont amorties par une génoise à trois rangs, quatre rangs pour la façade Sud. 

### Les jardins
Il existe deux jardins sur la plateforme entourant le château. Au sud un jardin d’agrément floral constitue un belvédère vers les paysages lointains de l’Aude et des Corbières. S'y trouvent les traces d’une gloriette d’angle construite au XIXe siècle à la manière d’une échauguette qui domine à l’Est la rampe d’accès au château. A l’ouest un jardin potager, ancienne basse-cour, comprend plusieurs murs de bâtiments ruinés (présents sur le cadastre napoléonien) et possède un puits couvert intégré au mur d’enceinte. La façade donnant sur le jardin d’agrément n’est pas homogène. Elle se développe sur des plans, des trames et des hauteurs d’étage différents. Deux ensembles cohérents encadrent une travée mince centrale composée sur deux niveaux d’une grande porte-fenêtre et d’une grande fenêtre d’étage. L’ensemble oriental comprend deux travées sur trois niveaux. En rez-de-chaussée ses deux grandes fenêtres sont harmonisées avec la porte de la travée centrale. Elles possèdent la même largeur, la même hauteur de linteau clavé et les mêmes menuiseries. Au premier étage, ses deux fenêtres, sensiblement identiques, sont plus basses que celles de la travée centrale. Elles sont surmontées chacune d’une fenêtre plus étroite et deux fois moins haute. L’ensemble occidental, en demi pignon, comprend une porte-fenêtre en rez-de-chaussée et, de chaque côté de ce qui parait être la trace d’une grande cheminée, deux fenêtres d’étage axées  Les huisseries de ces ouvertures datent du XVIIIe siècle. Une troisième fenêtre de petites dimensions est percée au-dessus de la fenêtre la plus orientale.
Un cabanon rustique encombre le bas de cet ensemble. De part et d’autre de ces membres de façade, un vestige de mur perpendiculaire évoque un bâtiment disparu. À l’Est, la moitié d’une fenêtre surplombe l’escalier d’accès au château, à l’Ouest un mur, avec retraite de plancher, est tronqué au droit d’une porte. Tout à l’ouest, un dernier membre de façade, en retrait, est composé d’une grande fenêtre en rez-de-chaussée équipée d’une huisserie du XVIIIe siècle et de deux fenestrons superposés en étage. La façade donnant sur le jardin potager, façade Ouest, ne parait pas ordonnée. C’est un ancien mur de refend intérieur, laissé apparent après la démolition d’une partie des bâtiments visibles sur le cadastre napoléonien.

### La tour «carrée»
L’accès à la tour carrée de l’enceinte se fait par le jardin d’agrément. Deux escaliers mènent à des étages différents. À l’intérieur, à chaque niveau, des traces de fresques figuratives sont visibles et mettent en scène des personnages de grande taille : Persée et Méduse à l’étage supérieur, et à l'étage inférieur, cinq médaillons géométriques avec chacun un personnage.

## Localisation
Le château est situé sur la commune de Puichéric, dans le département de l'Aude.

## Historique[2]
L'édifice est inscrit au titre des monuments historiques en 1952 remplacée par un arrêté d'inscription en 2013.
La terre de Puichéric, conquise par Simon de Montfort, fut donnée par lui à Lambert de Thury en 1209. La lignée des Thury conserva Puichéric jusqu'en 1528; à cette date, Françoise de Thury, seule descendante, se maria avec Guillaume de Brettes, issu de marchands anoblis, qui prit le nom francisé de Turin, et écartela ses armes (le blason écartelé de la cour, quoiqu'indistinct, ne peut donc être postérieur à 1528). 
La suite des mutations n'est pas bien connue; on sait cependant qu'en 1641, la seigneurie appartenait encore aux Brettes de Turin. 
Claude de Bourcier, comte de Saint-Aunès, descendant du valeureux défenseur de Leucate, était seigneur de Puichéric en 1688. 
En 1723, M. de Lascaris, seigneur de Puichéric, vendit, le domaine à la veuve du président Riquet. On possède l'hommage rendu au Roi en 1723 par Marie-Louise de Montagne (ou de Montaigne), veuve de Riquet; c'est encore la présidente de Riquet qui figure au compoix de 1734. 
Enfin, le domaine fut acquis, en 1758 par François Joseph de Farjonel, trésorier de France. Il revint à sa mort en 1775, Jean Joseph de Farjonel, , et confisqué sur sa tête en 1792. 
Les peintures des plafonds encadrant une couronne Comtale (au blason malheureusement effacé) ne paraissent pouvoir se rapporter, dans cette suite de possesseurs, qu'à Claude de Bourcier (la branche du président Riquet n'ayant pas de titre comtal); elles se rapporteraient donc à la période 1688-1708, un peu avant cette dernière date, puisqu'on ignore la date de l'achat par M. de Lascaris. 
Les dimensions des couverts sont indiquées par la recherche de 1641 : château 191 cannes (600 m.c.), le ciel ouvert figure pour 31 cannes 1/2 (101 m²), le patu, ou revelin, pour 49 cannes (156 m²), le jardin pour 209 cannes (662 m²). 
Il a été acquis en 2010 par un propriétaire privé, et est devenu une maison d'hôtes.